# Thomas Royen
Thomas Royen (født 1947) er en tysk professor i statistik, der har været ansat på Technische Hochschule Bingen. Royen blev ph.d. under Friedhelm Eicker på Technische Universität Dortmund, hvor han blev færdig i 1975 med en afhandling med titlen "Über die Konvergenz gegen stabile Gesetze" ("Om Konvergens mod Stabile Love").
Royen blev langsomt kendt efter en artikel, som han udgav i 2014 med et relativt simpelt bevis for den Gaussiske korrelationsulighed, der var en matematisk sætning, der stammer fra 1950'erne. Sætningen, der ligger i området mellem geometri, sandsynlighedsteori og statistik, havde i årevis stået uløst, selvom adskillige forskere havde forsøgt at løse det.